# Hřib vlčí
Hřib vlčí (Rubroboletus lupinus (Fr.) Costanzo, Gelardi, Simonini et Vizzini 2015) je vzácná jedovatá houba z čeledi hřibovitých. Patří mezi modrající hřiby sekce Erythropodes. Vyskytuje se v teplých listnatých lesích Středomoří.

## Synonyma
- Boletus lupinus Fr. 1838
- Boletus lupinus Fr. sensu Romagn.
- Boletus satanoides Smotlacha 1920, non 1951, non Singer[1]

- hřib vlčí[2]
- modrák vlčí[3]

## Taxonomie
Odborné pojetí tohoto druhu bylo dlouho nejednotné; v současné době se ustálilo jeho chápání v souladu s pojetím Romagnesiho. Pro jednoznačnost bývá tento přístup zdůrazněn použitím názvu Boletus lupinus Fr. sensu Romagn.. Pojetí ve smyslu Bresadolově je dnes chápáno jako samostatný druh, hřib Le Galové.
Čeští a slovenští autoři ve 20. století hřib vlčí chápali odlišným způsobem než v současnosti, což koresponduje s popisy na základě tehdejších nálezů na českém území a aktuálně známým faktem, že hřib vlčí v nynějším pojetí se v České republice nevyskytuje. Smotlacha převzal popis od Krombholze, který jej v Čechách uváděl jako první (1821). V současnosti se předpokládá, že tyto nálezy byly ve skutečnosti částečně xanthoidní formou hřibu satanu, hřibem hlohovým. Pilát a Dermek pokládali hřib vlčí totožný se Smotlachovým pojetím hřibu satanovitého z roku 1920 (nikoli však se Smotlachovým popisem z roku 1952 a pojetím Singerovým).

## Vzhled

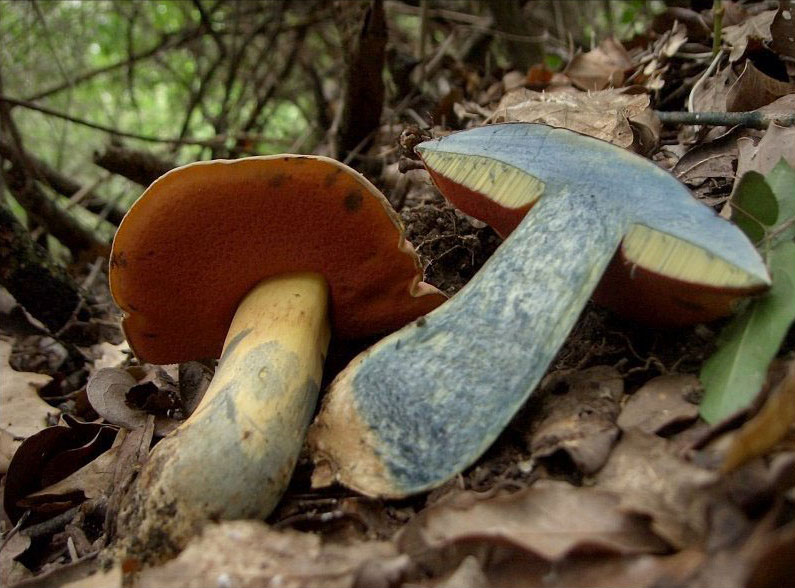
Hřib vlčí – dužnina na řezu modrá

### Makroskopický
Klobouk 60 - 150 (180) milimetrů široký, v mládí polokulovitý, v dospělosti klenutý. Okraje mírně podhrnuté. Povrch narůžovělý až sytě červený, mohou se objevovat i žluté odstíny. Pokožka je v mládí jemně plstnatá, ve stáří holá. Na otlacích tmavě modrá.
Rourky jsou žluté, ve stáří s okrovým odstínem, na řezu a otlacích modrají. Póry se po otevření klobouku zbarvují oranžově až červeně, po otlačení modrají,
Třeň dosahuje 50-120 × 25-50 milimetrů, zbarvený je žlutě, na bázi někdy s červeným nádechem, v horní části krytý žlutými nebo lehce naoranžovělými zrníčky. Síťka chybí.
Dužnina je žlutá, někdy velmi světlá až bělavá. Ve spodní části třeně narezavělá. Při poškození se barví modře - čím níže, tím méně intenzivně. Chuť mírná, vůně nenápadná, lehce nakyslá, houbová.

### Mikroskopický
Výtrusný prach má hnědoolivové zbarvení, spóry dosahují (11) 12 – 14 (15) × 5 – 6 μm. Tvar je typický boletoidní, vřetenovitě-elipsovitý se suprahilární depresí. Pokožku klobouku kryjí vláknité trichodermální hyfy zakončené 3 – 9 μm širokými články.

## Výskyt
Vzácný druh, který se vyskytuje na kyselém i zásaditém podloží. Objevuje se v teplých listnatých lesích, tvoří mykorhizu s duby (Quercus ilex, Quercus suber) a kaštanovníkem setým (Castanea sativa).

## Rozšíření
Roste v jihoevropských zemích a na středomořských ostrovech, známý je z Francie, Itálie, Izraele, bývalé Jugoslávie, Německa, Portugalska, Španělska a dalších zemí. Historické nálezy z území České republiky jsou neprůkazné.

## Záměna
Podobně zbarvený středomořský druh, hřib narůžovělý (Rubroboletus pulchrotinctus) lze odlišit podle přítomnosti síťky na třeni.